# Применение искусственного интеллекта
Применение искусственного интеллекта — процесс активного использования современных научных достижений в области информатики в различных областях жизнедеятельности общества.
Подобно электричеству или компьютерам, искусственный интеллект (ИИ) представляет собой технологию общего назначения, имеющую множество областей применения в современном обществе. Системы ИИ находят применение в промышленном производстве, научных исследованиях, лингвистике, искусстве, электронной коммерции, медицинской диагностике, электронной коммерции, дистанционном управлении роботами, дистанционном зондировании Земли, инженерии знаний, в разработке и развитии многочисленных отраслей, включая финансирование, здравоохранение, образование, транспорт и др..

## Список сфер применения ИИ
- Оптическое распознавание символов
- Распознавание рукописного ввода
- Распознавание речи
- Распознавание лиц
- Вычислительное творчество[англ.]
- Компьютерное зрение, виртуальная реальность и обработка изображений
- Искусственная жизнь
- Автоматизация
- Добыча данных
- Представление знаний
- Семантическая паутина

## Интернет и электронная коммерция

### Рекомендательные системы
Система рекомендаций, построенная на ИИ, предсказывает оценку или предпочтение, которое пользователь отдал бы товару. Системы рекомендаций искусственного интеллекта предназначены для предоставления предложений, основанных на предыдущем поведении пользователей. Эти системы используются такими компаниями, как Netflix, Amazon, YouTube, всеми платформами онлайн-кинотеатров, где они создают персонализированные плейлисты, предложения продуктов и видеорекомендации. Поисковые системы Google и Yandex, широко использующие нейронные сети, строят системы рекомендаций на базе оценок качества обслуживания пользователей по различным типам сервисных заведений (рестораны, гостиницы и т. п.) по всему миру. Многие маркетплейсы, ведущие бизнес в сети, вводят рекомендательные системы для своих клиентов.

### Веб-каналы и публикации
Системы ИИ используются в веб-каналах, например, для определения того, какие сообщения должны отображаться в новостных лентах и каналах социальных сетей. Системы ИИ используются для различных видов анализа информации в социальных сетях, проводятся исследования по использованию ИИ для (полу)автоматической пометки/улучшения/исправления информации, поступающей в реальном режиме времени, фильтрации элементов дезинформации и учёта пузыря фильтров.

### Таргетированная реклама и повышение активности в Интернете
ИИ используется для таргетинга веб-рекламы на тех, кто с наибольшей вероятностью отреагирует на неё или вовлечётся в неё. Он также используется для увеличения времени, проводимого пользователями на веб-сайте, путём выбора привлекательного для зрителя контента. ИИ может предсказать или обобщить поведение клиентов на основе их цифровых следов. Сервисы AdSense и Facebook используют ИИ для рекламы. Компании, занимающиеся азартными играми в Интернете, используют ИИ для улучшения клиентоориентированности этих компаний. Модели искусственного интеллекта, создающие цифровые образы, добавляют психологический таргетинг к более традиционному социально-демографическому или поведенческому таргетингу. Искусственный интеллект используется для настройки параметров покупок и персонализации предложений.

### Виртуальные помощники
Интеллектуальные персональные помощники используют ИИ для понимания многих запросов на естественном языке, помимо элементарных команд. Распространёнными примерами являются Siri от Apple, Alexa от Amazon, Алиса от Яндекса, Салют от Сбербанка и более поздний интерфейс ИИ ChatGPT от компании OpenAI.

### Поисковые системы
Сегодня практически все современные поисковые системы используют искусственный интеллект. Корпорация Google с 2015 года использует самообучающуюся систему с искусственным интеллектом RankBrain в алгоритмах поисковой системы. Также Google использует ИИ в переводчике Google, почте Gmail — для блокировки спама и при написании текста писем, голосовом помощнике Google Assistant — для распознавания речи, в Google Photo — для распознавания изображений, в YouTube — для рекомендаций видеороликов. Существует более 200 различных факторов, которые составляют алгоритм ранжирования, чьи точные функции в алгоритме Google полностью не раскрыты. Общее мнение таково, что RankBrain интерпретирует запросы пользователей и предоставляет наиболее релевантные страницы, которые могут и не содержать именно те слова, которые включены в поисковый запрос.
В России искусственный интеллект использует компания «Яндекс» — в алгоритмах поисковой системы, для предсказания погоды, управления беспилотными автомобилями, написания стихов и музыки, распознавания изображений и речи, в голосовом помощнике «Алиса», мультимедийном устройстве «Яндекс. Станция».

### Фильтрация спама
Системы ИИ используются для борьбы со спамом, мошенничеством и фишингом. Он может тщательно проверять содержимое спама и фишинговых атак, чтобы выявить любые вредоносные элементы. Модели ИИ, построенные на алгоритмах машинного обучения, демонстрируют исключительную производительность с точностью более 90 % в различении спама и чистого текста в электронных письмах.

### Обнаружение мошенничества
Искусственный интеллект помогает обнаружить паттерны, характерные для взлома и мошеннических действий. Специальные программы могут, например, определять мошеннические схемы в мессенджерах. Также нейросети способны помочь определить, насколько человек устойчив к воздействию на него мошенников.

### Машинный перевод
Системы ИИ используются для автоматизации синхронного перевода разговорной речи и текстового контента в таких продуктах, как Google Переводчик, DeepL, Яндекс Переводчик. Кроме того, продолжаются исследования и разработки по декодированию языка общения животных.
Веб-служба компании Яндекс осуществила переход на нейронный машинный перевод в 2017 году. Согласно данным официального сайта Яндекса на 2021 год, Яндекс Переводчик использует гибридную систему (сочетает в себе статистический и нейронный машинный перевод) с помощью алгоритма CatBoost, учитывающего недостатки обеих систем.

## Распознавание лиц и маркировка изображений
ИИ используется в системах распознавания лиц с точностью 99 %. Некоторые примеры — Face ID от Apple и Face Unlock от Android, которые используются для защиты мобильных устройств.
Автоматическая аннотация (маркировка) изображения — процесс, с помощью которого система ИИ автоматически назначает метаданные в виде титров или ключевых слов для цифрового изображения, которые используются в системах поиска изображений для организации и поиска изображений из базы данных.
Маркировка изображений используется поисковыми системами для обнаружения продуктов на фотографиях и предоставления людям возможности осуществлять поиск по фотографии. Также маркировка изображений позволяет генерировать речь для описания изображений слепым людям. Система DeepFace распознаёт человеческие лица на цифровых изображениях.

## Игры
История применения, а вернее имитации применения, ИИ для игр берёт начало с машины под названием «Шахматный турок», в которой на самом деле сидел живой гроссмейстер. Автоматоны XX века позволяли проиграть финальную часть шахматной партии. В 1960-х годах в Институте теоретической и экспериментальной физики (ИТЭФ) в СССР разработали шахматную программу, на основе которой в следующем десятилетии создалиКаиссу — она одержала победу в первом международном чемпионате компьютерных программ. В 1997 году компьютер от IBM победил одного из сильнейших на тот момент гроссмейстеров со счетом 3,5:2,5.
Основным применением возможностей ИИ с 1950-х годов стали игры. В XXI веке искусственный интеллект добился сверхчеловеческих результатов во многих играх, включая шахматы (Deep Blue), Jeopardy! (IBM Watson), го (AlphaGo), покер (Pluribus и Cepheus), киберспорт (StarCraft), и универсальную игровую программу AlphaZero. ИИ заменил алгоритмы, написанные вручную, в большинстве шахматных программ. В отличие от го или шахмат, покер — это игра с несовершенной информацией, поэтому программа, играющая в покер, должна рассуждать в условиях неопределённости. Обычные игроки принимают участие в процессе игры, используя обратную связь от игровой системы, не зная правил.

## Сельское хозяйство
В сельском хозяйстве ИИ помогает определять области, которые нуждаются в ирригации, удобрении, обработке пестицидами или повышении урожайности. Агрономы используют ИИ для проведения исследований и разработок. ИИ используется для прогнозирования времени созревания таких культур, как помидоры, мониторинга влажности почвы, управления сельскохозяйственными роботами, ведения предсказательной аналитики, обеспечения благополучия домашних животных, автоматизации теплиц, обнаружения болезней и вредителей и экономии воды.

## Тяжёлая промышленность
Роботы во многих отраслях промышленности зачастую выполняют работу, которая считается опасной для человека. Роботы доказали свою эффективность при выполнении монотонных циклических операций, которые могут привести к человеческим ошибкам или несчастных случаям из-за потери концентрации, а также на других рабочих местах, которые люди могут считать унижающими достоинство. В 2014 году Китай, Япония, США, Республика Корея и Германия объединили 70 % общего объёма продаж роботов. В автомобильной промышленности, секторе с особенно высокой степенью автоматизации, в Японии самая высокая плотность промышленных роботов в мире: 1414 на 10 000 сотрудников.

## Информационная безопасность
Компании, занимающиеся кибербезопасностью, внедряют нейронные сети, машинное обучение и обработку естественного языка для повышения надёжности своих систем.
Применение ИИ в кибербезопасности включает в себя:
- Защиту сети. Машинное обучение улучшает системы обнаружения вторжений, расширяя область поиска за пределы ранее выявленных угроз.
- Защиту конечных точек. Такие атаки, как программы-вымогатели, можно предотвратить, изучив типичное поведение вредоносных программ.
- Безопасность приложений: может помочь в контратаках, таких как подделка запросов на стороне сервера, внедрение SQL-кода, межсайтовый скриптинг и DoS-атака.
- Подозрительное поведение пользователей. Машинное обучение может выявить мошеннические или скомпрометированные приложения по мере их возникновения[55].

По мнению руководителя подразделения по борьбе с мошенничеством корпорации Google ― Шумана Госемаджумдера в скором времени искусственный интеллект будет использоваться для полной автоматизации большинства операций по кибербезопасности.

## Образование
Интеллектуальные системы обучения, построенные на ИИ, позволяют обучающимся получить индивидуальную помощь в ходе образовательного процесса. Такие системы позволяют снизить тревогу и стресс у проходящего обучение по сравнению с занятиями с репетитором-человеком в группе или с индивидуальным репетитором.
Приложения искусственного интеллекта, которые мешают учащимся сосредоточиться на задаче, такие как рекомендательные системы, могут создать дисфункциональную среду, иногда с эффектом мести.
ИИ также может использоваться для раннего прогнозирования результатов обучающихся при помощи систем электронного обучения, подобных системе Moodle.
В ходе образовательного процесса студенты могут персонализировать свое обучение с помощью искусственного интеллекта. А для преподавателей технология, предоставляемая ИИ, помогает улучшать качество образовательного процесса и навыки преподавания.
Детекторы текстов, созданные с использованием ИИ, применяются для сканирования эссе, созданных искусственным интеллектом, для установления подлинного авторства. Однако исследование показало, что семь из наиболее используемых детекторов часто ошибочно помечали статьи, написанные теми, для кого английский язык не являлся родным, как созданные системами искусственного интеллекта, тем самым дискриминируя «не чистых носителей» английского языка.

## Финансы
Финансовые учреждения уже давно используют системы искусственных нейронных сетей для выявления аномалий, выходящих за рамки нормы, помечая их для передачи на рассмотрение человеком. Использование искусственного интеллекта в банковской сфере началось в 1987 году, когда Национальный банк Security Pacific создал рабочую группу по борьбе с мошенничеством, чтобы предотвратить незаконное использование дебетовых карт.
Банки используют ИИ для организации операций, ведения бухгалтерского учёта, инвестирования в акции и управления недвижимостью. ИИ может реагировать на изменения, когда бизнес не ведётся. ИИ используется для борьбы с мошенничеством и финансовыми преступлениями путем отслеживания моделей поведения на предмет изменений, выходящих за рамки нормы, или аномалий.
Использование ИИ в таких приложениях, как онлайн-торговля и принятие решений, изменило основные экономические теории. Например, платформы покупки и продажи на основе искусственного интеллекта оценивают индивидуальные показатели спроса и предложения и, таким образом, обеспечивают индивидуализированное ценообразование. Системы искусственного интеллекта уменьшают информационную асимметрию на рынке и в результате делают рынки более эффективными. Применение искусственного интеллекта в финансовой отрасли может облегчить финансовые ограничения негосударственных предприятий. Особенно для небольших и более инновационных предприятий.

### Торговля и инвестиции
Алгоритмическая торговля предполагает использование систем искусственного интеллекта для принятия торговых решений со скоростью на порядок большей, чем способен любой человек, совершая миллионы сделок в день без вмешательства человека. Такая высокочастотная торговля представляет собой быстрорастущий сектор. Многие банки, фонды и частные торговые фирмы теперь имеют целые портфели, управляемые с помощью ИИ. Автоматизированные торговые системы обычно используются крупными институциональными инвесторами, но в их число входят и более мелкие фирмы, торгующие с помощью собственных систем искусственного интеллекта.
Крупные финансовые учреждения используют ИИ для помощи в своей инвестиционной практике. Механизм искусственного интеллекта Aladdin компании BlackRock используется как внутри компании, так и клиентами для помощи в принятии инвестиционных решений. В функции ИИ входит использование обработки естественного языка для анализа текстов (новости, отчёты брокеров, ленты социальных сетей и т. п.). Затем ИИ оценивает настроения в отношении упомянутых компаний и присваивает баллы (веса). Такие банки, как UBS и Deutsche Bank, используют модель последовательного квантового сокращения и извлечения SQREEM для анализа данных с целью разработки профилей потребителей и сопоставления их с продуктами по управлению активами.

### Андеррайтинг
Андеррайтинг — услуги, предоставляемые финансовыми учреждениями, такими как банки, страховые компании, которые гарантируют получение выплат в случае финансовых убытков.
Платформа с искусственным интеллектом Upstart использует машинное обучение для андеррайтинга. Upstart обеспечивает прогнозирование кредитоспособности заёмщиков, используя нетрадиционные переменные (образование и занятость), для банков и кредитных организаций, занимающихся потребительским кредитованием.
Платформа Zest Automated Machine Learning (ZAML) компании ZestFinance используется для андеррайтинга кредитов. Эта платформа использует ИИ для анализа данных, включая транзакции покупки и то, как клиент заполняет форму для оценки заемщиков. Платформа особенно полезна для присвоения кредитных рейтингов лицам с ограниченной кредитной историей.

### Аудит
Использование систем ИИ делает возможным ведение непрерывного аудита. Потенциальные преимущества включают снижение аудиторского риска, повышение уровня уверенности и сокращение продолжительности аудита.

### Борьба с отмыванием денег
Программное обеспечение искусственного интеллекта, такое как LaundroGraph может быть успешно использовано для борьбы с отмыванием денег. Исследователи компании по анализу финансовых данных Feedzai, базирующейся в Португалии, продемонстрировали возможности глубокого обучения для предотвращения и обнаружения незаконной деятельности по отмыванию денег, представив систему LaundroGraph, модель самоконтроля, которая позволяет упростить громоздкий процесс проверки больших объёмов финансовых взаимодействий в поисках подозрительных транзакций или денежных обменов. Модель основана на искусственной нейронной сети, предназначенной для автономной обработки больших объёмов данных, которые можно представить в виде графа.
ИИ может быть использован для превращения системы борьбы с отмыванием денег в надёжное масштабируемое решение с уменьшенным уровнем ложных срабатываний и высокой адаптивностью. Исследование глубокого обучения для борьбы с отмыванием денег выявило «ключевые проблемы для исследователей» с «доступом к недавним реальным данным транзакций и нехваткой помеченных обучающих данных, а также то, что данные сильно несбалансированы».

## Государственные структуры
Искусственный интеллект имеет множество применений в системе государственных структур. ИИ используется для решения задач государственных структур (в таких областях, как службы экстренной помощи, здравоохранение и социальное обеспечение), а также для расширения возможности взаимодействия общества с правительством (например, посредством использования виртуальных помощников). Искусственный интеллект для решения задач госструктур используется давно: ещё в конце 1990-х годов почтовые службы использовали машинные методы для распознавания рукописного текста на конвертах и автоматической маршрутизации писем. Использование ИИ в этой области приводит к повышению эффективности и экономии затрат (например, за счёт сокращения количества офисных сотрудников) и уменьшению возможностей для коррупции.
Применение искусственного интеллекта в системе государственных структур отстаёт от объёмов распространения ИИ в частном секторе. Потенциальные варианты использования ИИ в государственном секторе отражают распространённые применения в частном секторе".
Потенциальное и фактическое использование ИИ в государственных структурах можно разделить на три категории:
- способствующие достижению целей государственной политики;
- способствующие взаимодействию общественности с правительством;
- другие виды использования.

Системы распознавания лиц с использованием искусственного интеллекта используются для массовой слежки, особенно в Китае.
В 2019 году в Бангалоре, Индия, были внедрены светофоры, управляемые искусственным интеллектом. Эта система использует камеры для мониторинга плотности трафика и регулировки времени сигнала в зависимости от интервала, необходимого для освобождения трафика.

### ИИ для общего блага
Некоторые американские академические учреждения используют ИИ для решения ряда крупнейших экономических и социальных проблем в мире. Например, Университет Южной Калифорнии запустил Центр искусственного интеллекта в обществе с целью использования ИИ для решения социально значимых проблем, таких как беспризорность. В Стэнфорде исследователи используют ИИ для анализа спутниковых изображений, чтобы определить, какие области имеют самый высокий уровень бедности.

## Вооружения
Различные страны внедряют военные приложения ИИ. Основные приложения расширяют возможности управления и контроля, связи, датчиков, интеграции и взаимодействия. Исследования направлены на сбор и анализ разведывательной информации, логистику, кибероперации, информационные операции, а также полуавтономные и автономные транспортные средства. Технологии искусственного интеллекта обеспечивают координацию датчиков и исполнительных устройств, обнаружение и идентификацию угроз, маркировку позиций противника, захват целей, координацию и устранение конфликтов в распределённых совместных боевых действиях между объединёнными в сеть боевыми машинами с участием пилотируемых и беспилотных групп. ИИ был задействован в военных операциях в Ираке и Сирии.
Во время войны между Израилем и Хамасом в 2023 году Израиль использовал систему искусственного интеллекта  для быстрого создания целей для удара.
В 2020 году беспилотник турецкого производства Kargu, наполненный взрывчаткой, обнаружил и атаковал силы Хафтара в Ливии с помощью собственного искусственного интеллекта (без команды). Согласно докладу группы экспертов Совета Безопасности ООН по Ливии, опубликованному в марте 2021 года, это считается первой атакой, осуществлённой беспилотниками по собственной инициативе.
В Израиле планируется к запуску система «Кибер-Купол», опирающаяся на платформы искусственного интеллекта. Проект является цифровым эквивалентом системы ПРО «Железный купол». Основной задачей нового проекта является защита ключевой инфраструктуры Израиля от потенциальных кибератак со стороны враждебных государств.
Ежегодные военные расходы на робототехнику во всем мире выросли с 5,1 млрд долларов США в 2010 году до 7,5 млрд долларов США в 2015 году. Широко используются военные дроны, способные действовать автономно. Многие исследователи избегают военного применения.

### Военное дело
ИИ является технологической основой перспективных систем управления поля боя и вооружением.
С помощью ИИ возможно обеспечить оптимальный и адаптивный к угрозам выбор комбинации сенсоров и средств поражения, скоординировать их совместное функционирование, обнаруживать и идентифицировать угрозы, оценивать намерения противника. Существенную роль ИИ играет в реализации тактических систем дополненной реальности. Например, ИИ позволяет обеспечить классификацию и семантическую сегментацию изображений, локализацию и идентификацию мобильных объектов для эффективного целеуказания.

## Здравоохранение

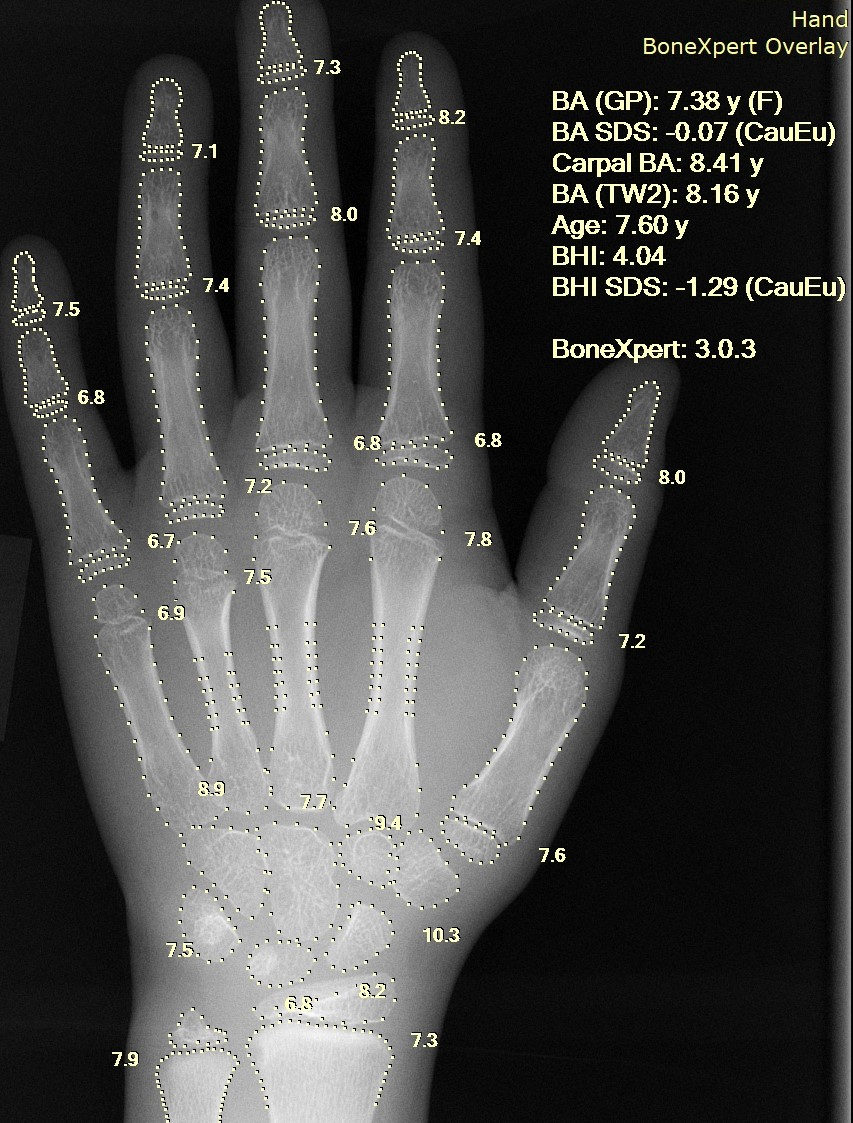
Рентгенограмма руки с автоматическим расчётом костного возраста пациента, полученного с помощью компьютерной программы

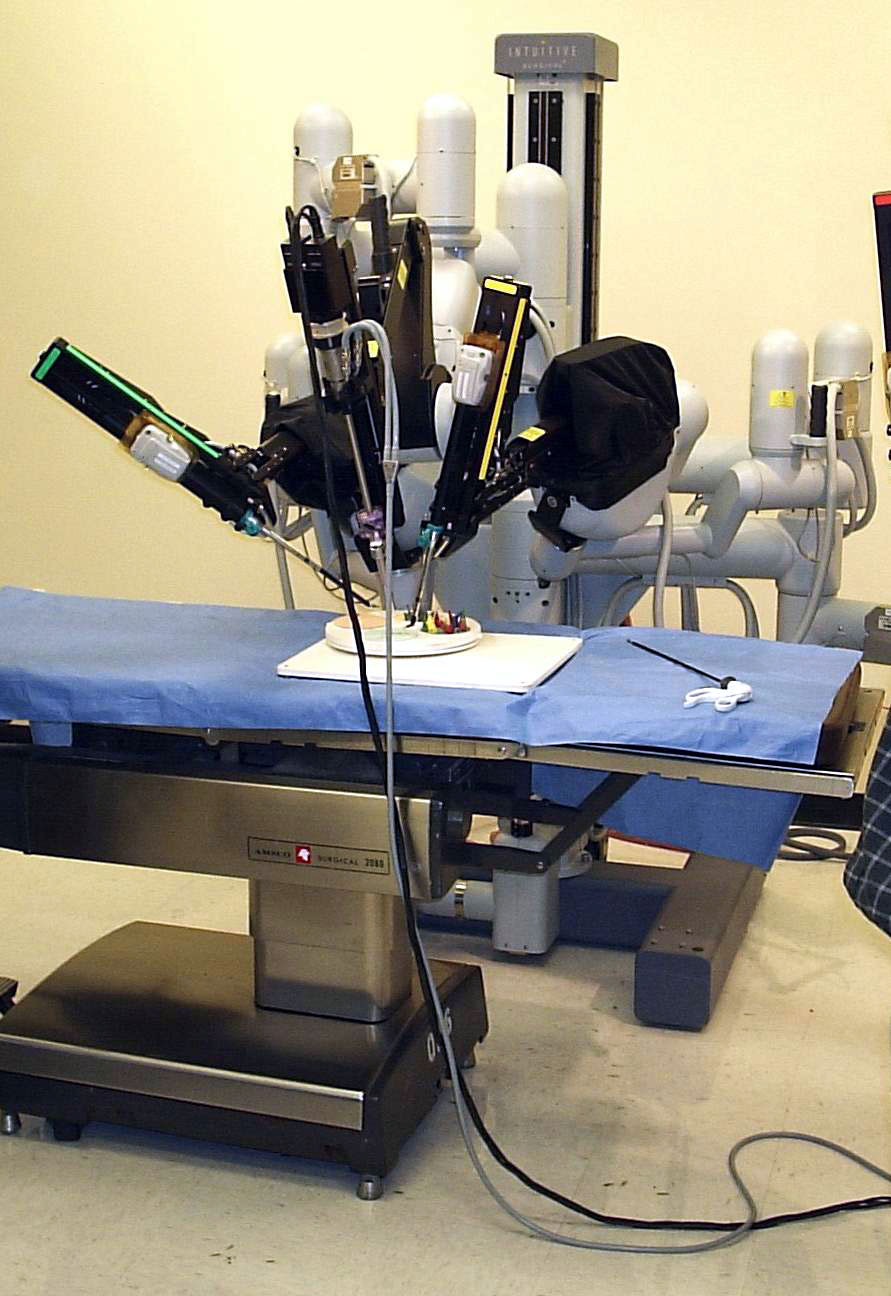
Робот-ассистированная хирургическая система da Vinci

Искусственный интеллект в здравоохранении использует алгоритмы и программное обеспечение для аппроксимации человеческих знаний при анализе сложных медицинских данных. Основной целью приложений, связанных со здоровьем человека, является анализ взаимосвязи между методами профилактики или лечения и результатами лечения пациентов. Были разработаны и применены на практике программы ИИ, которые проводят диагностику процессов, разработку протоколов лечения, разработку лекарственных средств, мониторинг состояния пациента. Здравоохранение остаётся одной из главных областей инвестирования в ИИ.
Сферы применения ИИ в медицине:
- приложения и программные продукты для распознавания медицинских изображений (снимков МРТ, заключений УЗИ, кардиограмм, результатов компьютерной томографии);
- стартапы для разработки лекарственных препаратов (микроскопический анализ, изучение эффективности препаратов, исследование вирусов и поиск эффективных вакцин);
- использование технологий машинного обучения в сфере протезирования (интеллектуальные системы разрабатывают удобные протезы с учётом анатомических особенностей человека);
- приложения для удалённой помощи пациенту, с помощью которых врачи общей практики могут в удалённом режиме дать рекомендации для лечения простудных болезней или других состояний, не угрожающих жизни;
- стартапы по лечению раковых заболеваний (приложения по диагностике рака, позволяющие анализировать клиническую картину состояния пациента и предлагать эффективную схему лечения)[98].

Искусственный интеллект в здравоохранении часто используется для классификации диагнозов, оценки компьютерной томографии или электрокардиограммы, для выявления пациентов с высоким риском для здоровья. ИИ помогает решить дорогостоящую проблему дозирования. В 2016 году исследование показало, что формула, полученная на основе искусственного интеллекта, позволяет получить правильную дозу иммунодепрессантов для пациентов, перенесших трансплантацию. Текущие исследования показали, что сосудистые заболевания также лечатся с помощью искусственного интеллекта. При некоторых заболеваниях алгоритмы искусственного интеллекта могут помочь в диагностике, рекомендуемом лечении, прогнозировании результатов и отслеживании прогресса пациента.
Проект искусственного интеллекта Microsoft в Ганновере помогает врачам выбирать методы лечения рака из более чем 800 лекарств и вакцин.
Цель проекта — спрогнозировать, какие (комбинации) лекарств будут наиболее эффективными для каждого пациента больного миелоидным лейкозом. Искусственный интеллект не уступает врачам в выявлении рака кожи. В одном из проектов ИИ контролирует нескольких пациентов из группы высокого риска, задавая каждому пациенту вопросы на основе данных, полученных в результате взаимодействия врача и пациента. В исследовании, проведённом с использованием трансферного обучения, ИИ диагностировал глазные заболевания аналогично офтальмологу и рекомендовал направления на лечение.
Автономные роботы всё чаще заменяют людей-хирургов при проведении операций. Команда наблюдавшая за роботом, выполнявшим операцию на мягких тканях (сшивая кишечник свиньи), оценила качество работы робота выше, чем хирурга-человека.
Искусственные нейронные сети используются в качестве систем поддержки принятия клинических решений для медицинского диагноза.
Многие задачи здравоохранения, считающиеся подходящими для ИИ находятся на различных стадиях разработки:
диспансеризация;
анализ тонов сердца;
роботы-компаньоны для ухода за пожилыми людьми;
анализ медицинской документации;
разработка плана лечения;
управление дозировками и графиком приёма лекарств;
помощь слепым;
создание лекарств (например, путем выявления лекарств-кандидатов и использования существующих данных скрининга лекарств, например, в исследованиях по продлению жизни);
клиническая подготовка;
прогнозирование результатов хирургических процедур;
прогноз на ВИЧ;
генная инженерия (анализ и идентификация патогенов) идентификация геномных сигнатур новых патогенов или идентификация патогенов с помощью физических отпечатков пальцев;
помощь в определении функций генов, применение различных способов анализа гена и идентифицируя новые биологические мишени;
помощь в разработке биомаркеров;
помощь в выборе методов лечения персонализированной медицины.

### Больницы и медицина
Искусственные нейронные сети используются как клинические системы поддержки принятия решений (англ. Clinical decision support systemClinical decision support system) для медицинской диагностики. Например, технология EMR.
Другие примеры использования ИИ в медицине, которые потенциально могут быть созданы:
- Компьютерная интерпретация медицинских изображений. Такие системы помогают сканировать цифровые изображения, например, с компьютерной томографии, и выявлять типичные болезни. Например, злокачественные опухоли.
- Анализ сердцебиения[123].
- Роботы-спутники для ухода за пожилыми людьми[124].
- Поиск медицинских записей в архиве для предоставления более точной информации
- Разработка плана лечения.
- Предоставления консультаций.
- Создания лекарственных средств[125].

В настоящее время в отрасли здравоохранения работают более 100 стартапов, которые используют ИИ.

### Техника безопасности
Чат-боты с поддержкой искусственного интеллекта уменьшают потребность людей в выполнении рутинных задач колл-центра. Машинное обучение при анализе настроений может выявить усталость и предотвратить переутомление. Аналогичным образом, системы поддержки принятия решений могут предотвратить промышленные катастрофы и повысить эффективность реагирования на стихийные бедствия. Для работников ручного труда, занимающихся погрузочно-разгрузочными работами, прогнозная аналитика может использоваться для уменьшения травм скелетно-мышечной системы. Данные, собранные с помощью элементов умной одежды, могут обеспечить постоянный контроль состояния здоровья на рабочих местах, обследование и оценку рисков. ИИ может автоматически оформлять требования о компенсации работникам. Системы виртуальной реальности с поддержкой искусственного интеллекта могут улучшить обучение технике безопасности для распознавания опасностей. ИИ может более эффективно обнаруживать происшествия на грани несчастного случая, что важно для снижения количества аварий, число которых часто занижают.

### Биохимия
Программа на базе искусственного интеллекта AlphaFold может определить трёхмерную структуру (свёрнутого) белка за несколько часов, а не месяцев, как требовалось ранее при использовании автоматизированных подходов, и использовалась для определения вероятных структур всех белков в человеческом организме и, по существу, всех белков, известных науке (более 200 миллионов).

## Химия и биология
Машинное обучение используется при разработке новых лекарств. Его также используют для предсказания молекулярных свойств и исследования больших химических/реакционных пространств.
Компьютерно-планируемый синтез с помощью вычислительных реакционных сетей, описанный как платформа, сочетающая «вычислительный синтез с алгоритмами искусственного интеллекта для предсказания свойств молекул»,
использовался для изучения происхождения жизни на Земле,
синтеза лекарств и переработке по принципам экономики замкнутого цикла более 200 химических отходов промышленных предприятий в важные лекарства и агрохимикаты (проект химического синтеза).
Существуют исследования о том, какие виды компьютерной химии выиграют от машинного обучения.
Его также можно использовать для «открытия и разработки лекарств, повторного использования лекарств, повышения производительности фармацевтической промышленности и клинических испытаний». Его использовали для создания белков с заранее заданными функциональными сайтами.
Он использовался совместно с базами данных для разработки 46-дневного процесса разработки, синтеза и тестирования препарата, ингибирующего ферменты определённого гена DDR1.
DDR1 участвует в развитии рака и фиброза, что является одной из причин высококачественных наборов данных, которые позволили получить эти результаты.
Существуют различные типы приложений машинного обучения для расшифровки биологии человека, например, помощь в сопоставлении паттернов экспрессии генов с паттернами функциональной активации
или идентификации функциональных мотивов ДНК.
Он широко используется в генетических исследованиях.
Машинное обучение также используется в синтетической биологии,
биологии болезней,
нанотехнологиях (например, наноструктурированных материалах и нанобиотехнологиях),
и материаловедении.

### Новые типы машинного обучения

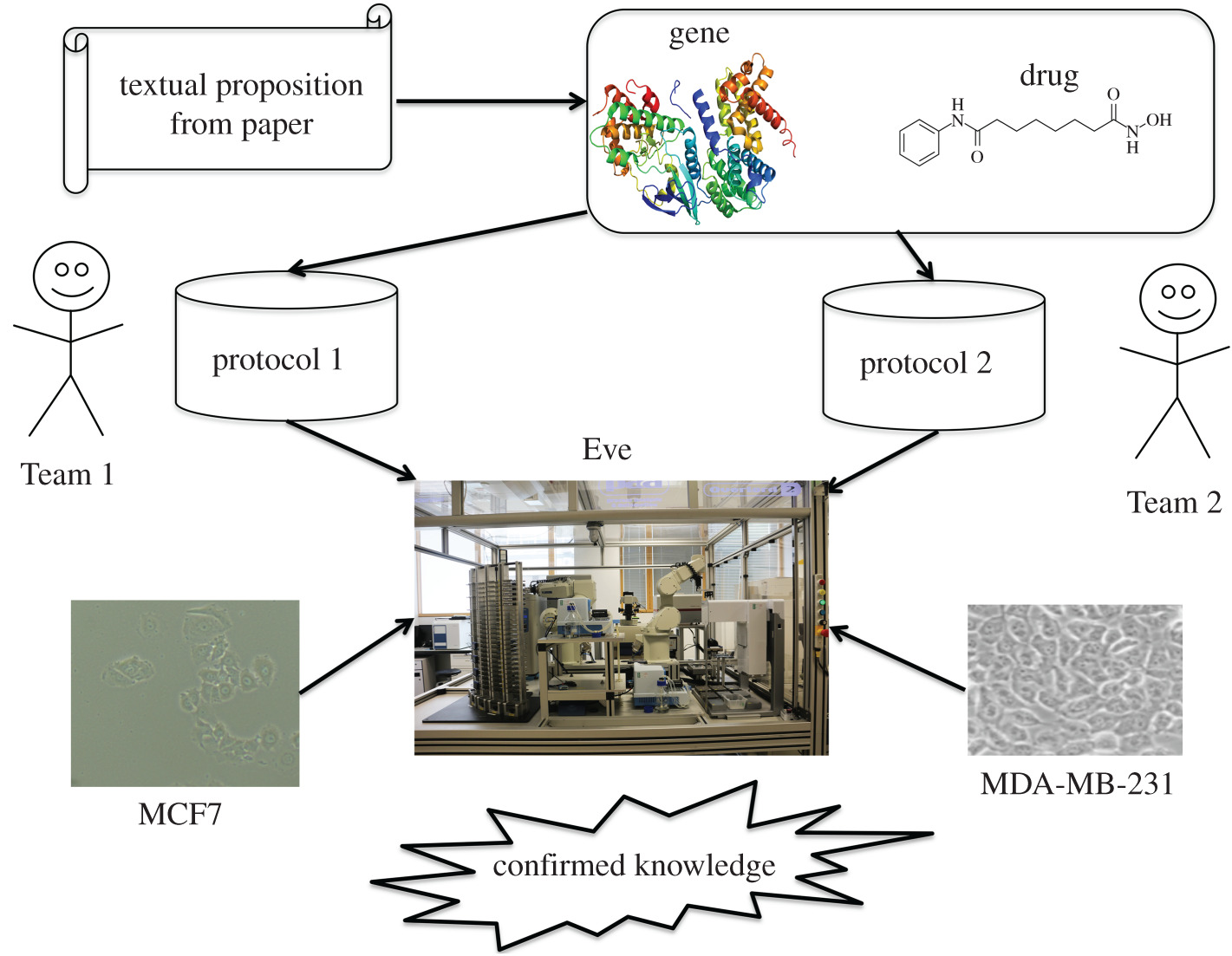
Схема полуавтоматического процесса работы робота-учёного, включающего извлечение веб-заявлений и биологические лабораторные испытания

Созданы прототипы роботов-учёных, в том числе в роботизированном исполнении, подобных двум роботам, демонстрирующим форму «машинного обучения», представленных на рисунке. Общий процесс проверки воспроизводимости и надежности публикаций по биологии рака с помощью робота. Сначала анализ текста используется для извлечения утверждений о влиянии лекарств на экспрессию генов при раке молочной железы. Затем две разные команды полуавтоматически проверили эти утверждения, используя два разных протокола и две разные клеточные линии (MCF7 и MDA-MB-231), используя систему автоматизации лаборатории Eve.
Аналогичным образом проводятся исследования и разработки биокомпьютеров, которые могут обучаться и/или имплантироваться в тело человека (например, для использования для управления протезированием)

.
Искусственные нейроны на основе полимеров действуют непосредственно в биологической среде и представляют собой биогибридные нейроны, состоящие из искусственных и живых компонентов.
Более того, если эмуляция всего мозга возможна посредством сканирования и репликации биохимического мозга в форме цифровой репликации, с использованием физических нейронных сетей — это может иметь серьёзные последствия. Общество столкнется со значительным моральным выбором, социальными рисками и этическими проблемами,
например, создаются ли такие модели, с целью их использования при исследованиях космического пространства и как будет осуществляться выбор исполнителя в сравнении с решениями более синтетическими и/или менее человеческими и/или не/менее разумными типами искусственного/полуискусственного интеллекта. Альтернативным подходом к сканированию являются типы обратного конструирования мозга.
Реализованы прототипы искусственного интеллекта,
представляющие собой мобильные роботизированные системы, каждая из которых состоит из одного или нескольких роботов, способные обучаться в физическом мире.

### Цифровые аватары
В своей книге «Дети разума», вышедшей в 1988 году, робототехник Ханс Моравек предположил, что будущий суперкомпьютер сможет воскресить давно умершие разумы на основе сохранившейся о человеке информации. Для решения задачи требуется совокупность : цифровой информации, связанной с человеком, воспоминания, медиазаписи, действия в социальных сетях (цифровые следы),
смоделированные черты личности,
личные любимые вещи,
личные заметки и задачи, медицинские карты и генетическая информация.
Рэймонд Курцвейл, американский изобретатель и футурист, считает, что, когда его концепция сингулярности воплотится в жизнь, можно будет воскресить мертвых с помощью цифрового воссоздания.
Таков один из подходов в концепции цифрового бессмертия, который можно охарактеризовать как воскрешение умерших в виде «цифровых призраков»
или «цифровых аватаров».
В контексте управления знаниями «виртуальная личность» может «помогать в сборе, сохранении, распространении, доступе и использовании знаний» и продолжении обучения.
Проблемы включают посмертную конфиденциальность
и потенциальное использование персонализированных цифровых двойников и связанных с ними систем компаниями, работающими с большими данными, и рекламодателями.
Сопутствующие альтернативные подходы к цифровому бессмертию включают постепенную «замену» в мозге биологических нейронов на искусственные с использованиемпе передовых медицинских технологий (такими как нанобиотехнологии), а также процедуру загрузки сознания.
В трёх последних произведениях писателя Виктора Пелевина действия сюжета перенесены в мир, в котором реализована и используется технология, позволяющая сохранять работающий мозг отдельно от тела, что даёт владельцу мозга новую «жизнь» в виртуальном мире, а также возможность опосредованно взаимодействовать с миром реальным. Такая технология позволяет продлить жизнь практически до бесконечности, так как нейроны головного мозга не стареют в отличие от клеток тела. Вся человеческая цивилизация много лет управляется бессмертными мозгами. Эти мозги хранятся в специальных боксах (в народе их называют «банками»), которые спрятаны в секретных бункерах. Среди мозгов есть своя иерархия из нескольких уровней (или, как их называют, «таеров»), которые различаются качеством и длительностью симуляций. Считается, что существует восемь таеров, но существуют секретные таеры для сверхбогатых хозяев планеты.

### Биологические вычисления в ИИ и подобно ИИ
Биологические компьютеры, кардинально отличаются от синтетических компьютеров (на основе кремния). По мнению многих исследователей, биокомпьютеры позволят решить ряд проблем, присущим их кремниевым собратьям, на базе которых в настоящее время базируются искусственные нейронные сети. Кремниевые чипы потребляют много энергии, дольше выполняют задачи, а также имеют узкое место архитектуры фон Неймана и замедление динамики роста возможностей производительности интегральных схем, определяемое законом Мура.
Нейроморфные вычисления на основе цифровых нейронов, моделируют поведение своих биологических аналогов и являются одним из наиболее перспективных вариантов развития ИИ. Искусственные нейроны объединяются по модели импульсных нейронных (спайковых) сетей, особенностью которых является передача данных с помощью разнесенных по времени коротких импульсов равной амплитуды, а не за счет меняющихся по времени значений, как в нейросетях предыдущих поколений.
ДНК-компьютеры производят кодирование данных последовательностями молекул ДНК, используя технологии молекулярной биологии, для выполнения вычислительных операций. В 2019 группой молекулярных биологов была создана на основе ДНК вычислительная система, способнаю извлекать квадратные корни из 10-битных чисел.
Создание биологического ИИ по модели человеческого мозга наталкивается на ограничение: «пока биологическую систему невозможно понять, формализовать и имитировать, мы не сможем разработать технологии, которые могут имитировать её», и даже если мы начнём её понимать, это не будет означать, что существует «технологическое решение для имитации естественного интеллекта».
Технологии, которые интегрируют биологию и часто основаны на искусственном интеллекте, включают биоробототехнику.

## Астрономия, космические исследования и уфология
Искусственный интеллект используется в астрономии для анализа растущих объёмов доступных данных
и приложений, в основном для «классификации, регрессии, кластеризации, прогнозирования, генерации, открытия и развития новых научных идей», например, для открытия экзопланет, прогнозирования солнечной активности и нахождения различий между сигналами и инструментальными эффектами
в гравитационно-волновой астрономии.
ИИ также используется в процедурах исследования космоса, включая анализ данных космических миссий, научные решения космических аппаратов в реальном времени, предотвращение угрозы космического мусора
и более автономную работу.
В поисках внеземных цивилизаций (SETI) машинное обучение использовалось в попытках идентифицировать искусственно генерируемые электромагнитные волны в доступных данных
— таких как наблюдения в реальном времени
— и других техносигнатурах путём выявления аномалий.
В уфологии проекты SkyCAM-5
и «Галилео» используют системы ИИ для обнаружения и классификации особых типов НЛО.
Проект «Галилео» также стремится обнаружить с использованием ИИ два дополнительных типа потенциальных внеземных техносигнатур: «межзвездных объектов, подобных Оумуамуа, и искусственных спутников».

### Поиск внеземных цивилизаций
Основатель проекта «Галилео», направленного на систематический научный поиск доказательств существования внеземных цивилизаций, Ави Леб предполагает, что одним из типов технологического представительства иных цивилизаций, которое может обнаружить проект, могут быть «астронавты с искусственным интеллектом»,
а в 2021 году — в авторской статье — что ИИ будет заменять естественный интеллект,
в то время как космолог Мартин Рис заявил, что цивилизаций «может» быть больше, чем считалось, причем «большинство из них» являются искусственными.
В будущем применения искусственного интеллекта могут создавать формы сильного искусственного интеллекта, способного выполнять задачи колонизации космоса, или более слабые типы ИИ, специфичные для космических полетов.
Существуют опасения, связанные с потенциальными рисками при встрече с инопланетным искусственным интеллектом, вопросами моральной ответственности в отношении последствий колонизации и возможности того, что ИИ может выйти из-под контроля (например, как это показано в вымышленных персонажах David8 и HAL 9000). Леб описал возможность существования «астронавтов ИИ», которые будут заниматься «контролируемой эволюцией».

### Астрохимия
ИИ также можно использовать для создания наборов данных о спектральных характеристиках молекул, которые могут участвовать в производстве или потреблении в атмосфере определённых химических веществ — таких как фосфин, возможно обнаруженный на Венере — что могло бы предотвратить ошибки в классификации и, если точность будет повышена, использоваться в будущие открытия и идентификация молекул на других планетах.

## Другие области исследований

### Археология, история и реконструкция памятников
ИИ может помочь восстановить и атрибутировать древние тексты.
Например, это может помочь индексировать тексты, чтобы обеспечить быстрый и простой поиск и классификацию фрагментов.
Искусственный интеллект также можно использовать для исследования геномов с целью раскрытия генетической истории, например, скрещивания между архаичными и современными людьми.
ИИ также можно использовать для «неинвазивного и неразрушающего доступа к внутренним структурам археологических находок».

### Физика
Сообщалось, что ИИ изучает интуитивную физику на основе визуальных данных (виртуальной трехмерной среды) на основе подхода воспроизводимости, вдохновленного исследованиями зрительного познания у младенцев. Другие исследователи разработали алгоритм машинного обучения, который может обнаруживать наборы основных переменных различных физических систем и предсказывать будущую динамику систем на основе видеозаписей их поведения.
В будущем, возможно, их можно будет использовать для автоматизации открытия физических законов сложных систем In the future, it may be possible that such can be used to automate the discovery of physical laws of complex systems..

### Материаловедение
ИИ можно использовать для оптимизации и открытия материалов, например, для открытия стабильных материалов и предсказания их кристаллической структуры.
В ноябре 2023 года исследователи из Google DeepMind и Национальной лаборатории Лоуренса в Беркли объявили, что разработали систему искусственного интеллекта, известную как GNoME. Эта система внесла вклад в материаловедение, открыв более 2 миллионов новых материалов за относительно короткий период времени. GNoME использует методы глубокого обучения для эффективного исследования потенциальных структур материалов, достигая значительного улучшения идентификации стабильных неорганических кристаллических структур. Предсказания системы были подтверждены в ходе автономных роботизированных экспериментов, продемонстрировавших примечательный уровень успеха — 71 %. Данные о вновь обнаруженных материалах общедоступны через базу данных Materials Project, что дает исследователям возможность идентифицировать материалы с желаемыми свойствами для различных применений. Это развитие имеет последствия для будущего научных открытий и интеграции ИИ в исследования в области материаловедения, потенциально ускоряя инновации в материалах и снижая затраты на разработку продуктов. Использование искусственного интеллекта и глубокого обучения предполагает возможность свести к минимуму или исключить ручные лабораторные эксперименты и позволить ученым больше сосредоточиться на разработке и анализе уникальных соединений

.

### Обратная инженерия
ИИ используется в различных видах обратной инженерии. Например, ИИ используется в качестве инструмента для обратной инженерии детали из композитного материала, что позволило несанкционированно производить детали высокого качества
и оперативно определить алгоритм вредоносного ПО.
ИИ можно использовать для процесса обратной инженерии моделей искусственного интеллекта.
ИИ также может разрабатывать компоненты, занимаясь своего рода обратной инженерией ещё не существующих виртуальных компонентов, например, инверсного молекулярного дизайна для конкретной проектируемой функциональности
или дизайн белка для заранее определённых функциональных участков.
Обратная инженерия биологических сетей может моделировать взаимодействия понятным для человека способом, например, на основе данных временных рядов уровней экспрессии генов.

## Законодательство

### Юридический анализ
ИИ является основой для многих профессий, связанных с юриспруденцией. Алгоритмы и машинное обучение решают некоторые задачи, которые раньше выполняли юристы начального уровня.
Хотя его использование широко распространено, ожидается, что оно не сможет заменить большую часть работы, совершаемой юристами в ближайшем будущем.
Индустрия электронных открытий использует машинное обучение, чтобы сократить объём ручного поиска.

### Правоохранительные органы и судебное производство
COMPAS — коммерческая система, используемая судами США для оценки вероятности рецидива преступлений.
Одна из проблем связана с алгоритмической предвзятостью: программы ИИ могут не обеспечивать нейтральность позиции в выводах, получаемых в результате обработки данных. Организация ProPublica, ведущая журналистские расследования, утверждает что средний уровень риска рецидива, установленный COMPAS, у чернокожих обвиняемых значительно выше, чем у белых обвиняемых.
В 2019 году в китайском городе Ханчжоу была создана пилотная программа Интернет-суда на основе искусственного интеллекта для рассмотрения споров, связанных с электронной торговлей в сети Интернет и исками об интеллектуальной собственности. Стороны предстают перед судом посредством видеоконференции, а ИИ оценивает доказательства. представил и применяет соответствующие правовые стандарты.

## Услуги

### Кадровая работа
Ещё одно применение ИИ — в сфере управления персоналом. ИИ может проверять резюме и ранжировать кандидатов на основе их квалификации, предсказывать успех кандидатов на определённых должностях и автоматизировать повторяющиеся коммуникационные задачи с помощью чат-ботов.

### Поиск работы
ИИ упростил процесс рекрутинга/поиска работы как для рекрутёров, так и для соискателей. По мнению американских специалистов по трудоустройству 65 % ищущих работу снова ищут работу в течение 91 дня после приёма на работу. Механизм на базе искусственного интеллекта упрощает поиск работы, оценивая информацию о профессиональных навыках, зарплатах и тенденциях пользователей, подбирая соискателей на наиболее подходящие должности. Машинный интеллект рассчитывает соответствующую заработную плату и выделяет информацию о резюме для рекрутеров с помощью НЛП, которая извлекает соответствующие слова и фразы из текста. Ещё одно приложение — конструктор резюме с использованием искусственного интеллекта, который составляет резюме за 5 минут. Чат-боты помогают посетителям сайта и улучшают рабочие процессы.

### Обслуживание клиентов онлайн и по телефону
Автоматизированный онлайн-помощник, обеспечивающий обслуживание клиентов на веб-странице.
ИИ используется при создании виртуальных ассистентов (автоматических онлайн-помощников) на веб-страницах сайтов.
Это помогает снизить затраты на эксплуатацию и обучение.
Например, IT компания Pypestream автоматизировала обслуживание клиентов для своего мобильного приложения, чтобы упростить общение с ними.
Приложение Google анализирует язык и преобразует речь в текст. Платформа может распознавать разгневанных клиентов по их языку и реагировать соответствующим образом.
Amazon использует чат-бота для обслуживания клиентов, который может выполнять такие задачи, как проверка статуса заказа, отмена заказов, предложение возмещения и соединение клиента с представителем-человеком.

### Гостиничный сервис
В индустрии гостиничного сервиса ИИ используется для сокращения повторяющихся задач, анализа тенденций, взаимодействия с гостями и прогнозирования потребностей клиентов.
Гостиничные услуги на базе искусственного интеллекта представлены в форме чат-бота, приложения, виртуального голосового помощника и сервисных роботов.

## СМИ
Приложения искусственного интеллекта анализируют медиаконтент (фильмы, телепрограммы, рекламные видеоролики, пользовательский контент). Решения часто включают в себя компьютерное зрение.
Типичные сценарии включают анализ изображений с использованием методов распознавания объектов или лиц или анализ видео для распознавания сцен, объектов или лиц. Медиа-анализ на основе искусственного интеллекта может облегчить поиск медиа, создание описательных ключевых слов для контента, мониторинг политики в отношении контента (например, проверку пригодности контента для определённого времени просмотра телепередач), преобразование речи в текст для архивирования или других целей, а также обнаружение логотипы, продукты или лица знаменитостей для размещения рекламы.
- Интерполяция движения[250]
- Алгоритмы масштабирования пиксельной графики[251]
- Масштабирование изображения[252]
- Восстановление изображений[253][254]
- Раскрашивание фотографий[255]
- Реставрация пленки и масштабирование видео[256]
- Маркировка фотографий[257]
- Автоматизированная идентификация видов (например, идентификация растений, грибов и животных с помощью приложения)
- Преобразование текста в изображение, такие как DALL-E, Midjourney и Stable Diffusion.
- Преобразование изображений в видео[258]
- Преобразование текста в видео, например Make-A-Video от Meta, Imagen video и Phenaki от Google
- Преобразование текста в музыку с помощью моделей искусственного интеллекта, таких как MusicLM[259]
- Преобразование текста в речь, например ElevenLabs и 15.ai
- Захват движения[260].